# Десницкая, Анна Андреевна
А́нна Андре́евна Десни́цкая (род. 18 января 1987, Москва) — российский художник-иллюстратор. 

## Биография
Дочь библеиста А. С. Десницкого, внучка актёра МХТ им. Чехова С. Г. Десницкого.
Училась в детской художественной школе им. В. Серова. Окончила факультет графических искусств Московского государственного университета печати им. Ивана Фёдорова.

## Творчество
Дипломный проект Анны Десницкой — книга «Два трамвая» на стихи Осипа Мандельштама, созданная в технике объемного коллажа, в 2013 г. была опубликована издательством «Самокат».
Международную известность Десницкой принесла книга «История старой квартиры», созданная в соавторстве с писательницей Анной Литвиной и вышедшая в издательстве «Самокат» в декабре 2016 года. Книга была переведена на итальянский, немецкий, французский, английский, китайский и румынский языки. Сегодня книги c иллюстрациями Десницкой продаются более чем в десяти странах мира.

## Награды
- 2017 — «Золотое яблоко» Международной биеннале иллюстраций в Братиславе[2]
- 2023 — Les Prix Sorcières[англ.][3]